# Hypodynerus oresbios
Hypodynerus oresbios är en stekelart som beskrevs av Willink 1992. Hypodynerus oresbios ingår i släktet Hypodynerus och familjen Eumenidae. Inga underarter finns listade i Catalogue of Life.